# Afropisaura valida
Afropisaura valida là một loài nhện trong họ Pisauridae.
Loài này thuộc chi Afropisaura. Afropisaura valida được Eugène Simon miêu tả năm 1886.